# Cordyline australis
Cordyline australis är en sparrisväxtart som först beskrevs av Johann Georg Adam Forster, och fick sitt nu gällande namn av Stephan Ladislaus Endlicher. Cordyline australis ingår i släktet Cordyline, och familjen sparrisväxter. Inga underarter finns listade i Catalogue of Life.

## Bildgalleri

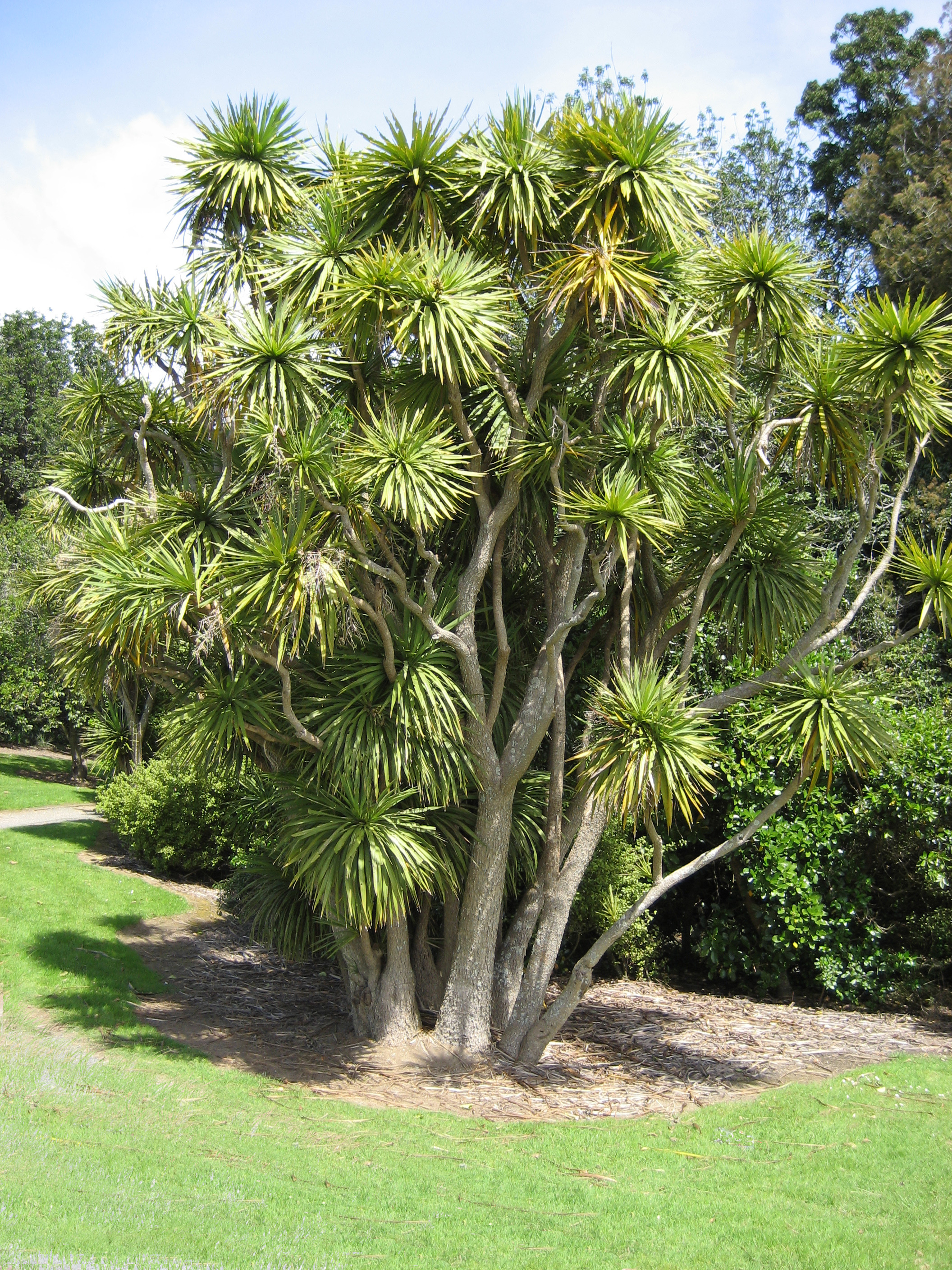
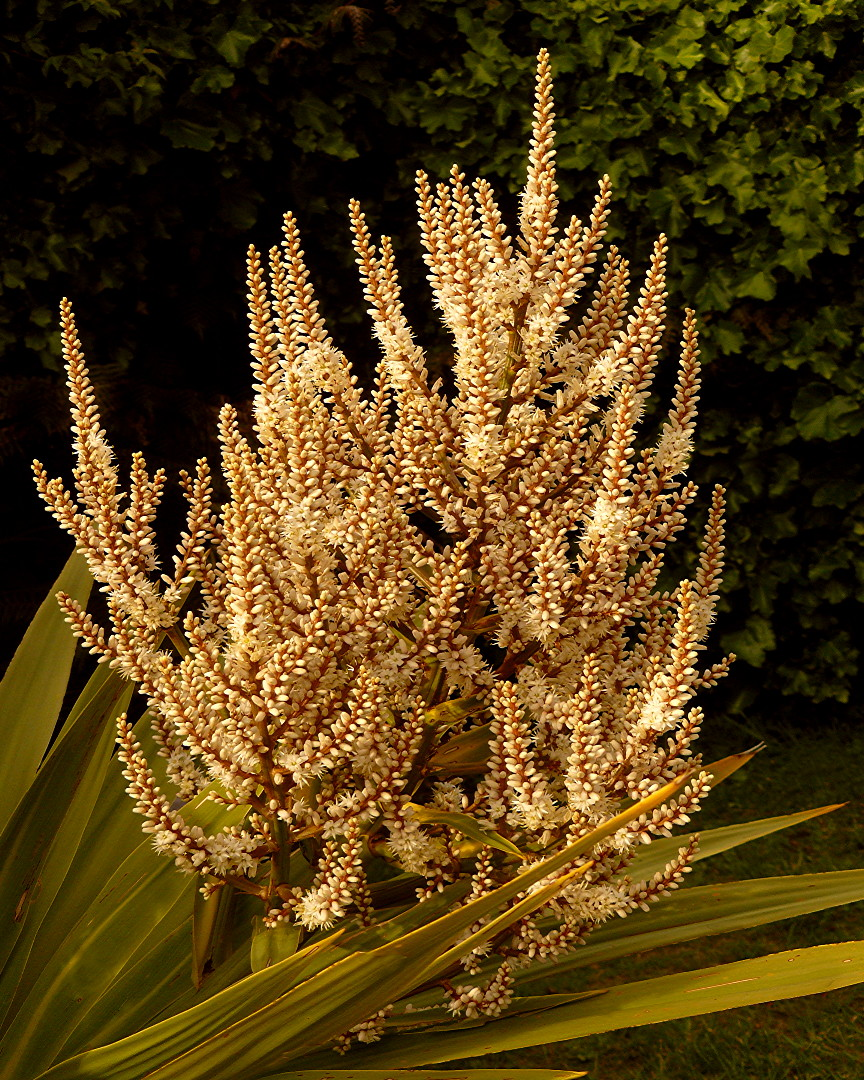
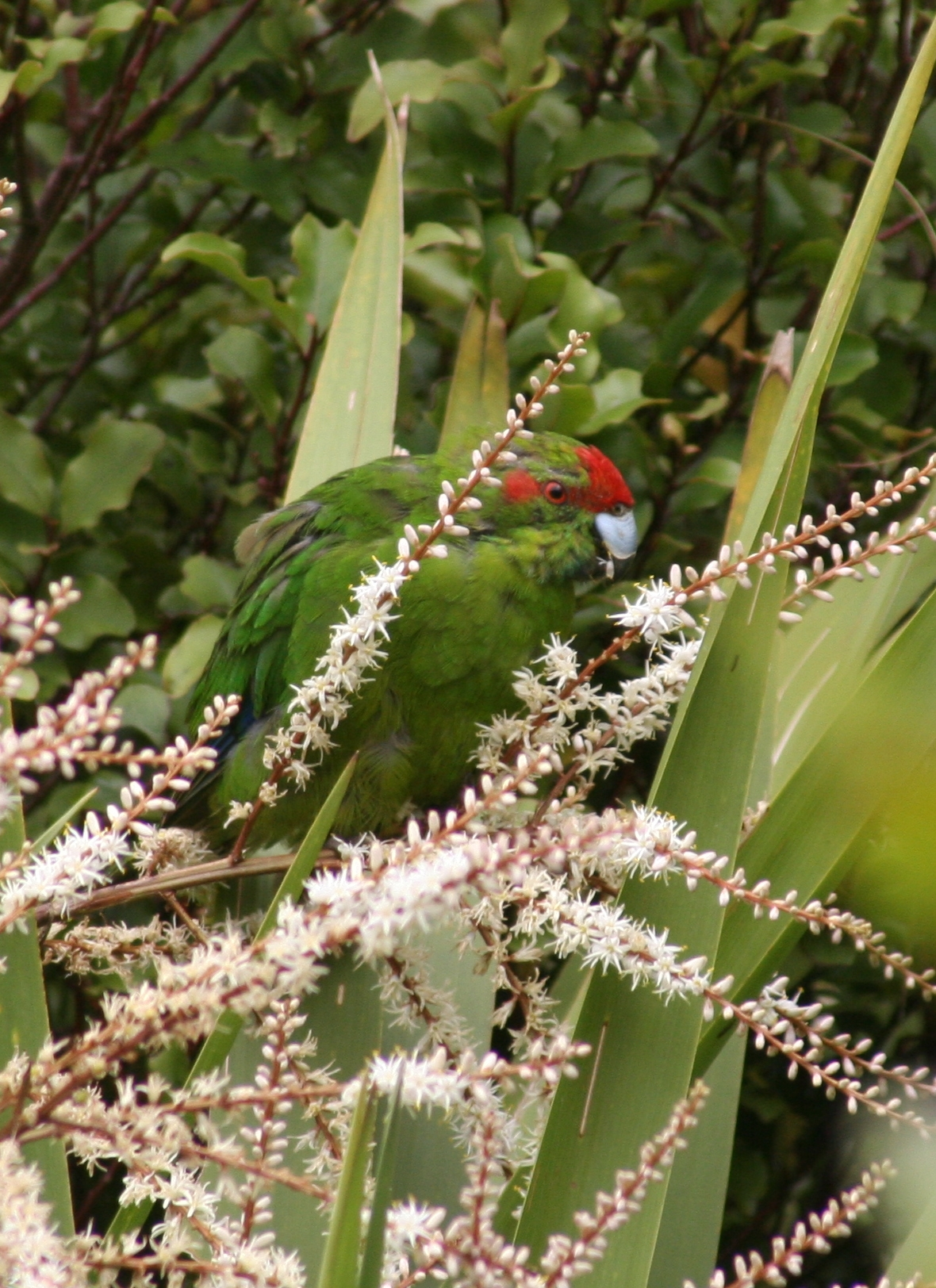
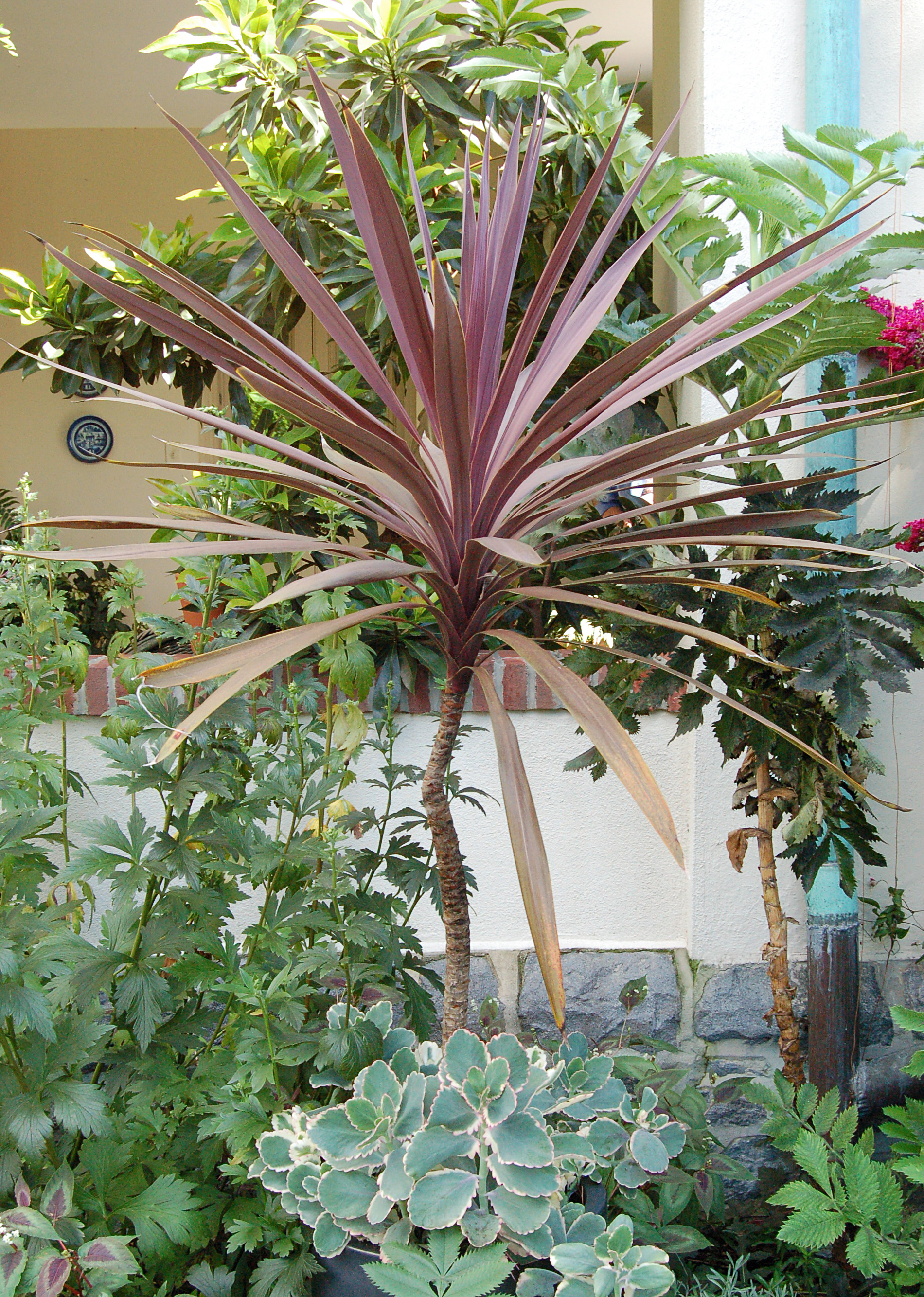
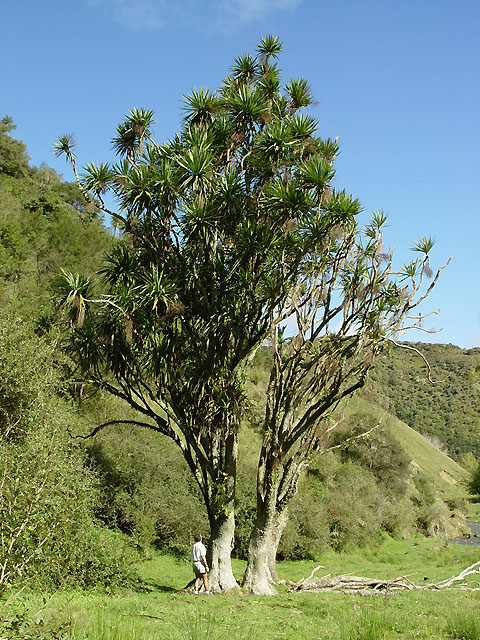
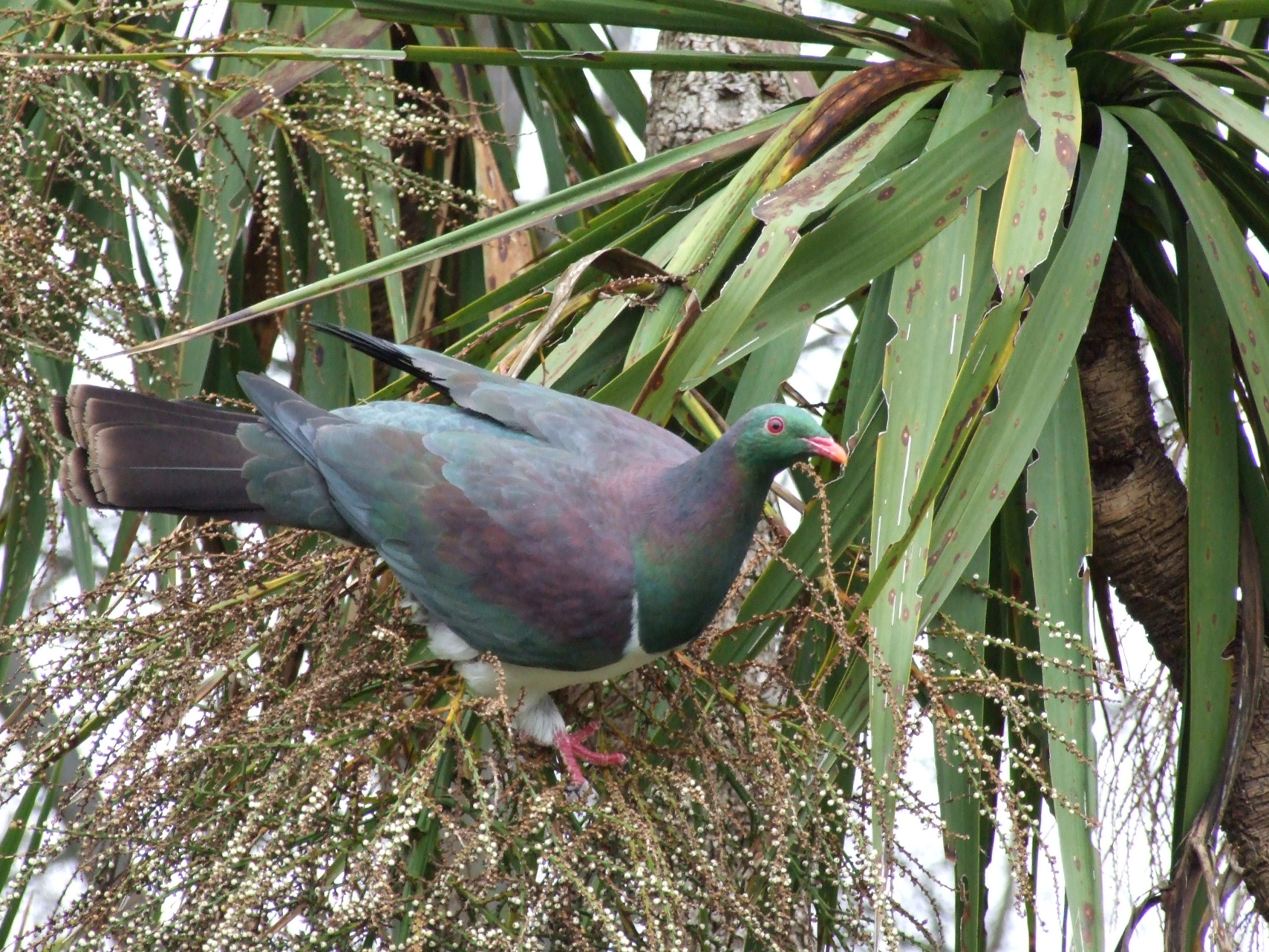